# Bertil Antonsson
Hans Bertil Augustin Antonsson  (19. července 1921 – 26. listopadu 2006 Trollhättan) byl švédský zápasník, stříbrný olympijský medailista z roku 1948 a 1952.

## Sportovní kariéra
Zápasení se věnoval od svých 14 let v rodném Trollhättanu. Patřil k úspěšné generaci švédských zápasníků, které v reprezentaci vedl původem finský trenér Robert Oksa. Věnoval se současně oběma olympijským zápasnickým stylům – volnému stylu a řecko-římskému stylu. Soutěžil v nejtěžší váhové kategorii nad 87 kg. V roce 1948 startoval na olympijských hrách v Londýně ve volném stylu. Ve tříčlenné finálové skupině prohrál s Maďarem Gyulou Bóbisem verdiktem sudích těsně 1-2 a získal stříbrnou olympijskou medaili.
V roce 1952 odjížděl na olympijské hry v Helsinkách jako úřadující mistr světa ve volném i řecko-římském stylu. Startoval však pouze ve volném stylu. Mezi finálovou trojici postoupil se dvěma negativními (klasifikačními) body. Ve finálovém zápase s gruzínským Sovětem Arsenem Mekokišvilim ho podobně jako před čtyřmi lety nepodrželi rozhodčí a po těsné porážce verdiktem 1-2 obhájil stříbrnou olympijskou medaili.
V roce 1956 startoval na olympijských hrách v Melbourne pouze v řecko-římském stylu. Ve druhém kole porazil verdiktem sudích 3-0 pozdějšího vítěze ruského Sověta Anatolije Parfjonova, ale v dalším kole prohrál s Němcem Wilfried Dietrich verdiktem 0-3. V rozhodujícím zápase o postupu do finálové trojice prohrál nečekaně s Italem Adelmem Bulgarellim po verdiktu 0-3 a obsadil až celkové 5. místo.
V roce 1960 se do užšího výběru švédské reprezentace vrátil po delší odmlce a společně se synovcem Hansem Antonssonem startoval na olympijských hrách v Římě ve volném stylu. Úvodní dva souboje vyhrál před časovým limitem na lopatky. Ve třetím kole ho však na lopatky porazil osetský Sovět Saukujdz Dzarasov a v dalším kole ho dosažením 6 negativních bodů z turnaje vyřadil Němec Wilfried Dietrich. Obsadil konečné 7. místo.
Sportovní kariéru ukončil na klubové úrovni v roce 1967. Věnoval se trenérské a rozhodcovské práci. Zemřel v roce 2006 ve věku 85 let.

## Výsledky

### Volný styl
| Turnaj             | 1946 | 1947 | 1948 | 1949 | 1950 | 1951 | 1952 | 1953 | 1954 | 1955 | 1956 | 1957 | 1958 | 1959 | 1960 |
| Turnaj             | 25   | 26   | 27   | 28   | 29   | 30   | 31   | 32   | 33   | 34   | 35   | 36   | 37   | 38   | 39   |
| Turnaj             | +87  | +87  | +87  | +87  | +87  | +87  | +87  | +87  | +87  | +87  | +87  | +87  | +87  | +87  | +87  |
| ------------------ | ---- | ---- | ---- | ---- | ---- | ---- | ---- | ---- | ---- | ---- | ---- | ---- | ---- | ---- | ---- |
| Olympijské hry     |      |      | 2.   |      |      |      | 2.   |      |      |      | —    |      |      |      | 7.   |
| Mistrovství světa  |      |      |      |      |      | 1.   |      |      | 2.   |      |      | —    |      | —    |      |
| Mistrovství Evropy | 1.   |      |      | 1.   |      |      |      |      |      |      |      |      |      |      |      |

### Řecko-římský styl
| Turnaj             | 1946 | 1947 | 1948 | 1949 | 1950 | 1951 | 1952 | 1953 | 1954 | 1955 | 1956 | 1957 | 1958 | 1959 | 1960 |
| Turnaj             | 25   | 26   | 27   | 28   | 29   | 30   | 31   | 32   | 33   | 34   | 35   | 36   | 37   | 38   | 39   |
| Turnaj             | +87  | +87  | +87  | +87  | +87  | +87  | +87  | +87  | +87  | +87  | +87  | +87  | +87  | +87  | +87  |
| ------------------ | ---- | ---- | ---- | ---- | ---- | ---- | ---- | ---- | ---- | ---- | ---- | ---- | ---- | ---- | ---- |
| Olympijské hry     |      |      | —    |      |      |      | —    |      |      |      | 5.   |      |      |      | —    |
| Mistrovství světa  |      |      |      |      | 1.   |      |      | 1.   |      | 2.   |      |      | —    |      |      |
| Mistrovství Evropy |      | 7.   |      |      |      |      |      |      |      |      |      |      |      |      |      |